# Breznička (Prešov)
Breznička é um município da Eslováquia, situado no distrito de Stropkov, na região de Prešov. Tem 5,84 km² de área e sua população em 2018 foi estimada em 122 habitantes.

## Demografia
| Ano:        | 1994 | 2004   | 2014   | 2024   |
| ----------- | ---- | ------ | ------ | ------ |
| Broj ljudi: | 133  | 127    | 122    | 131    |
| Razlika:    |      | -4,51% | -3,93% | +7,37% |

| Ano:               | 2023 | 2024 |
| ------------------ | ---- | ---- |
| Número de pessoas: | 131  | 131  |
| Diferença:         |      | +0%  |